# Ziggy
Ziggy Jonas Rassmuson var en av de första graffitimålarna i Sverige och Stockholm. Han var med i filmen Stockholmsnatt och gjorde sig ett namn i medierna under början av 90-talet. Har porträtteras av Per-Olof Sännås i boken "Graffiti".

## Karriär
Ziggy har bland annat målat fondväggen i numera nedlagda musikcaféet Svaj i Stockholm.
Två av Ziggys verk finns att beskåda på utomhusgalleriet på Subtopia i Alby, Botkyrka.